# Resultados do Carnaval do Rio de Janeiro em 1976
Nesta página estão listados os resultados dos concursos de escolas de samba, blocos de enredo, frevos carnavalescos, ranchos carnavalescos e sociedades carnavalescas do carnaval do Rio de Janeiro do ano de 1976. Os desfiles foram realizados entre os dias 28 de fevereiro e 6 de março de 1976.
A Beija-Flor conquistou seu primeiro título na elite do carnaval. Também foi a primeira vez que uma escola de outro município foi campeã no carnaval da cidade do Rio de Janeiro. A escola de Nilópolis encerrou a hegemonia das chamadas "quatro grandes" (Portela, Mangueira, Império Serrano e Salgueiro), que desde 1939 se revezavam na primeira colocação. O enredo "Sonhar com Rei Dá Leão", sobre o jogo do bicho, foi desenvolvido pelo carnavalesco Joãosinho Trinta, que conquistou seu quarto título no carnaval do Rio, sendo o terceiro consecutivo. Mangueira ficou com o vice-campeonato, sete pontos atrás da campeã. Últimas colocadas, Lins Imperial, Unidos de Lucas, Em Cima da Hora e Tupy de Brás de Pina foram rebaixadas para a segunda divisão. O desfile também ficou marcado por sambas antológicos como "A Lenda das Sereias, Rainhas do Mar", do Império Serrano; e "Os Sertões" da Em Cima da Hora.
Joãosinho Trinta também venceu o Grupo 2, onde assinou o enredo "Guerreiro das Alagoas", do Império da Tijuca. Tanto o campeão, Império, quanto a vice-campeã, Unidos do Cabuçu, foram promovidos à primeira divisão. Arrastão de Cascadura conquistou o título do Grupo 3 desfilando o enredo "Boi Tatá, Um Fantástico Ser das Riquezas", dos carnavalescos Luiz Fernandes e Ricardo de Aquino. O Arrastão foi promovido ao segundo grupo junto com Unidos de Manguinhos (vice-campeã), Grande Rio (terceira colocada) e Acadêmicos da Cidade de Deus (quarta colocada).
Canarinhos das Laranjeiras, Unidos de São Cristóvão, Embalo do Catete, Carinhosos de Vigário Geral, Boêmios de Inhaúma, Sai Como Pode, Estrela do Bairro Magali, e Corações Unidos de Bonsucesso foram os campeões dos grupos de blocos de enredo. Vassourinhas ganhou a disputa dos frevos. Recreio da Saúde foi o campeão dos ranchos. Tenentes do Diabo venceu o concurso das grandes sociedades.

## Escolas de samba

### Grupo 1
O desfile do Grupo 1 foi organizado pela Associação das Escolas de Samba da Cidade do Rio de Janeiro (AESCRJ) e realizado a partir das 20 horas e 30 minutos do domingo, dia 29 de fevereiro de 1976. A última escola encerrou seu desfile por volta das 15 horas do dia 1 de março de 1976. O local de desfile foi alterado para a Avenida Presidente Vargas. O desfile foi aberto pelas últimas colocadas do Grupo 1 do ano anterior (Em Cima da Hora; Unidos de Lucas; Unidos de São Carlos; União da Ilha do Governador), seguidas pela vice-campeã (Tupy de Brás de Pina) e pela campeã (Lins Imperial) do Grupo 2 do ano anterior. Cada agremiação teve 80 minutos para desfilar.
| Ordem dos desfiles |
| 1. Em Cima da Hora 2. Unidos de Lucas 3. Unidos de São Carlos 4. União da Ilha do Governador 5. Tupy de Brás de Pina 6. Lins Imperial 7. Acadêmicos do Salgueiro 8. Beija-Flor 9. Império Serrano 10. Unidos de Vila Isabel 11. Estação Primeira de Mangueira 12. Mocidade Independente de Padre Miguel 13. Portela 14. Imperatriz Leopoldinense |

Quesitos e julgadores
A quantidade de julgadores aumentou de um para três por cada quesito. Os jurados Mário Augusto (do quesito Harmonia); Luiz Lobo (de Fantasias); e Coelho Neto (de Enredo) não compareceram ao desfile. As escolas foram avaliadas em nove quesitos com notas de um a cinco. Os quesitos Letra e Melodia, separados até o ano anterior, foram unificados no quesito Samba-Enredo.
| Quesito | Quesito                      | Julgador 1         | Julgador 2        | Julgador 3         |
| ------- | ---------------------------- | ------------------ | ----------------- | ------------------ |
|         | Bateria                      | Jorge Silva        | Ronaldo Corrêa    | João Paulo         |
|         | Samba-Enredo                 | Sérgio Ricardo     | Arnaldo Schneider | Vanja Orico        |
|         | Harmonia                     | João D'Angelo      | Sérgio Freitas    | —                  |
|         | Mestre-Sala e Porta-Bandeira | Carlos Moraes      | Dennis Gray       | Edmundo Carijó     |
|         | Evolução                     | Eva Maria Teixeira | Marcelo Coelho    | Marília Azevedo    |
|         | Fantasias                    | Nilson Pena        | Osmar Pereira     | —                  |
|         | Enredo                       | Darwin Brandão     | Ademar Nóbrega    | —                  |
|         | Comissão de Frente           | Vicente Salles     | Zembra Alkimin    | Vilma Rocha        |
|         | Alegorias e Adereços         | Sergio Ribeiro     | Roberto Pontual   | Maurício Salgueiro |

#### Classificação
Beija-Flor foi a campeã, conquistando seu primeiro título na elite do carnaval carioca. Também foi a primeira vez que uma escola de outro município foi campeã no carnaval da cidade do Rio de Janeiro. A escola de Nilópolis encerrou a hegemonia das chamadas "quatro grandes" (Portela, Mangueira, Império Serrano e Salgueiro), que desde 1939 se revezavam na primeira colocação. A Beija-Flor realizou um desfile sobre o jogo do bicho. O enredo "Sonhar com Rei Dá Leão" foi desenvolvido por Joãosinho Trinta, que conquistou seu quarto título no carnaval do Rio. O carnavalesco foi campeão nos dois anos anteriores pelo Salgueiro. Uma das novidades do desfile foi a apresentação de alegoria com movimentos. O carro abre-alas da escola era composto por uma roleta espelhada giratória. Outro destaque do desfile foi o popular samba-enredo composto por Neguinho da Beija-Flor, que também estreou como intérprete oficial da escola.
Estação Primeira de Mangueira e Mocidade Independente de Padre Miguel somaram a mesmo pontuação final. A Mangueira ficou com o vice-campeonato por ter notas maiores no quesito de desempate, Bateria. A escola realizou um desfile sobre a lenda da Mãe do Ouro. Terceira colocada, a Mocidade homenageou a ialorixá brasileira Mãe Menininha do Gantois, que participou do desfile. Portela ficou em quarto lugar com uma apresentação sobre as lendas e os mistérios da Ilha de Marajó. Com um desfile sobre a região do Valongo, no Rio de Janeiro, o Salgueiro se classificou em quinto lugar. Unidos de Vila Isabel foi a sexta colocada com uma apresentação sobre o poema Invenção de Orfeu (1952), do escritor alagoano Jorge de Lima. Sétimo colocado, o Império Serrano realizou um desfile sobre Iemanjá e a lenda das sereias. O samba-enredo "A Lenda das Sereias, Rainhas do Mar" fez sucesso, sendo constantemente listado entre os melhores do carnaval carioca. Imperatriz Leopoldinense ficou em oitavo lugar com uma apresentação sobre as grandes navegações e o projeto português de domínio marítimo do mundo. Com um desfile sobre a obra do poeta paulista Menotti Del Picchia, a União da Ilha do Governador se classificou em nono lugar. Unidos de São Carlos foi a décima colocada com uma apresentação sobre o candomblé e a Bahia.
Campeã do Grupo 2 no ano anterior, a Lins Imperial fez sua estreia na primeira divisão com um desfile sobre a Folia de Reis, obtendo a décima primeira colocação e sendo rebaixada. Com enredo semelhante ao da Unidos de São Carlos, sobre o candomblé e a Bahia, a Unidos de Lucas obteve o décimo segundo lugar, sendo rebaixada ao Grupo 2. Após cinco carnavais consecutivos no Grupo 1, a Em Cima da Hora foi rebaixada para a segunda divisão. Penúltima colocada, a escola realizou um desfile sobre a obra Os Sertões do escritor Euclides da Cunha. Um temporal destruiu todas as alegorias da escola, ainda na concentração do desfile. O samba-enredo, composto por Edeor de Paula, é comumente apontado entre os melhores da história do carnaval. Última colocada, a Tupy de Brás de Pina foi rebaixada de volta para a segunda divisão.
| Legenda: Desfile dos Campeões Rebaixadas ao Grupo 2 * Sem informação disponível |

| Col. | Escola                                | Enredo                              | Carnavalesco(a)                                          | Pontos | Desempate        |
| ---- | ------------------------------------- | ----------------------------------- | -------------------------------------------------------- | ------ | ---------------- |
| 1    | Beija-Flor                            | Sonhar com Rei Dá Leão              | Joãosinho Trinta                                         | 122    | -                |
| 2    | Estação Primeira de Mangueira         | No Reino da Mãe do Ouro             | Elói Machado                                             | 116    | Bateria (15 pts) |
| 3    | Mocidade Independente de Padre Miguel | Mãe Menininha do Gantois            | Arlindo Rodrigues                                        | 116    | Bateria (14 pts) |
| 4    | Portela                               | O Homem do Pacoval                  | Hiran Araújo e Maurício Assis                            | 108    | -                |
| 5    | Acadêmicos do Salgueiro               | Valongo                             | Edmundo Braga                                            | 106    | -                |
| 6    | Unidos de Vila Isabel                 | Invenção de Orfeu                   | Geraldo Sobreira, Iomar Soares e Sebastião de Souza Maia | 105    | Bateria (15 pts) |
| 7    | Império Serrano                       | A Lenda das Sereias, Rainhas do Mar | Fernando Pinto                                           | 105    | Bateria (12 pts) |
| 8    | Imperatriz Leopoldinense              | Por Mares Nunca Dantes Navegados    | Edson Machado                                            | 93     | Bateria (14 pts) |
| 9    | União da Ilha do Governador           | Poemas de Máscaras e Sonhos         | Maria Augusta                                            | 93     | Bateria (12 pts) |
| 10   | Unidos de São Carlos                  | Arte Negra na Legendária Bahia      | Aelson Nova Trindade, Carlos Martins e Júlio Mattos      | 92     | Bateria (12 pts) |
| 11   | Lins Imperial                         | Folia de Reis                       | José Félix Garcez Netto                                  | 92     | Bateria (10 pts) |
| 12   | Unidos de Lucas                       | Mar Baiano em Noite de Gala         | Max Lopes                                                | 84     | -                |
| 13   | Em Cima da Hora                       | Os Sertões                          | Sebastião Souza de Oliveira e Luiz Paulo                 | 77     | -                |
| 14   | Tupy de Brás de Pina                  | Riquezas Áureas de Nossa Bandeira   | *                                                        | 65     | -                |

### Grupo 2
O desfile do Grupo 2 foi organizado pela AESCRJ e realizado a partir das 22 horas e 30 minutos do domingo, dia 29 de fevereiro de 1976, na Avenida Rio Branco.

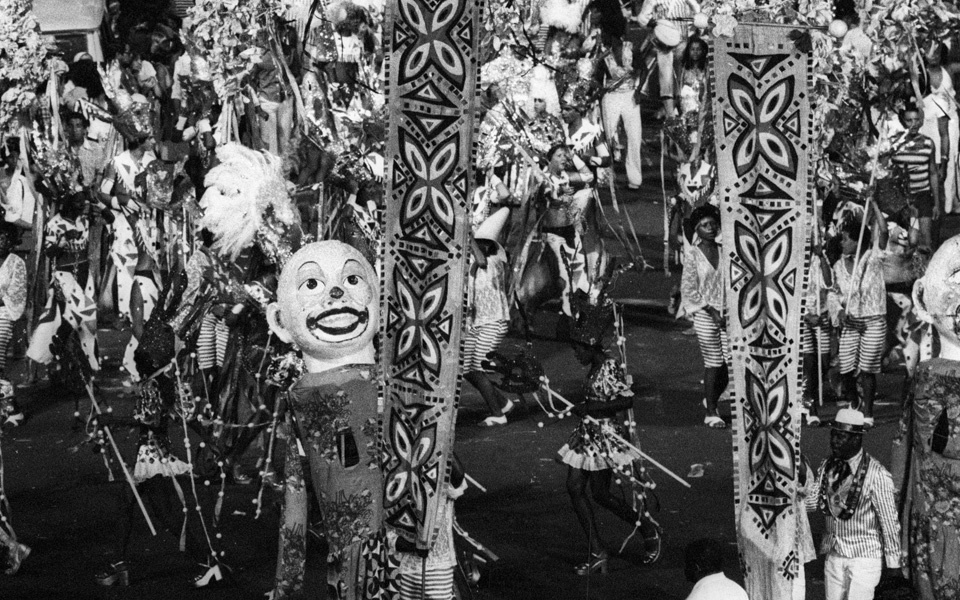
Imagem do desfile do Império da Tijuca em 1976. Escola foi a campeã do Grupo 2.

| Ordem dos desfiles | |
| 1. Unidos da Ponte 2. Unidos de Padre Miguel 3. Acadêmicos do Engenho da Rainha 4. Unidos da Vila Santa Tereza 5. Independente do Zumbi 6. Império do Marangá 7. Unidos de Nilópolis 8. Arranco 9. Caprichosos de Pilares 10. Independentes de Cordovil | 11. Unidos da Tijuca 12. Foliões de Botafogo 13. São Clemente 14. Unidos de Bangu 15. Acadêmicos de Santa Cruz 16. Paraíso do Tuiuti 17. Unidos do Jacarezinho 18. Unidos do Cabuçu 19. União de Jacarepaguá 20. Império da Tijuca |

#### Classificação
Império da Tijuca conquistou seu terceiro título no Grupo 2, garantindo seu retorno à primeira divisão, de onde estava afastada desde 1972. O desfile do Império foi assinado pelo carnavalesco Joãosinho Trinta, que conquistou seu primeiro título no grupo de acesso. Vice-campeã por um ponto de diferença para o Império, a Unidos do Cabuçu também foi promovida ao Grupo 1.
| Legenda: Promovidas ao Grupo 1 Rebaixadas ao Grupo 3 * Sem informação disponível |

| Col. | Escola                          | Enredo                                         | Carnavalesco(a)                         | Pontos | Desempate       | Desempate       |
| ---- | ------------------------------- | ---------------------------------------------- | --------------------------------------- | ------ | --------------- | --------------- |
| 1    | Império da Tijuca               | Guerreiro das Alagoas                          | Joãosinho Trinta                        | 98     | -               | -               |
| 2    | Unidos do Cabuçu                | Reisado da Terra das Alagoas                   | *                                       | 97     | -               | -               |
| 3    | União de Jacarepaguá            | Acalanto para Uiara                            | *                                       | 95     | -               | -               |
| 4    | Unidos da Tijuca                | No Mundo Encantado dos Deuses Afro-Brasileiros | *                                       | 92     | Bateria (9 pts) | Samba (9 pts)   |
| 5    | Arranco                         | Piaburú, o Caminho da Montanha do Sol          | *                                       | 92     | Bateria (9 pts) | Samba (8 pts)   |
| 6    | Império do Marangá              | Glórias do Teatro Municipal                    | *                                       | 92     | Bateria (8 pts) | -               |
| 7    | Unidos do Jacarezinho           | Canudos, Sua História, Sua Gente               | Jesué da Silva e Moryd Baimaceda        | 90     | -               | -               |
| 8    | Paraíso do Tuiuti               | Cobra Norato                                   | Júlio Mattos                            | 82     | Bateria (8 pts) | Bateria (8 pts) |
| 9    | Unidos de Nilópolis             | Maranhão em Tempo de Bumba-meu-boi             | *                                       | 82     | Bateria (7 pts) | Bateria (7 pts) |
| 10   | São Clemente                    | Recife, Nosso Amor Distante                    | Ivo da Rocha Gomes                      | 80     | Bateria (9 pts) | Bateria (9 pts) |
| 11   | Independentes de Cordovil       | Recordar É Viver, o Passado Manda Lembrança    | *                                       | 80     | Bateria (8 pts) | Bateria (8 pts) |
| 12   | Foliões de Botafogo             | Festa do Bonfim                                | Jorge Fontoura                          | 79     | Bateria (8 pts) | Samba (8 pts)   |
| 13   | Caprichosos de Pilares          | Sonho de Pierrot                               | Carlinhos de Andrade e César de Azevedo | 79     | Bateria (8 pts) | Samba (7 pts)   |
| 14   | Independentes do Zumbi          | Símbolos e Cenários do Carnaval Carioca        | *                                       | 79     | Bateria (6 pts) | -               |
| 15   | Acadêmicos do Engenho da Rainha | Mar em Tempo de Carnaval                       | *                                       | 78     | -               | -               |
| 16   | Unidos de Bangu                 | Festas e Tradições de Nossa Gente              | Carlos de Azevedo                       | 72     | -               | -               |
| 17   | Acadêmicos de Santa Cruz        | Brasília, Sonho Imperial, Realidade Nacional   | Wilson Paixão                           | 71     | -               | -               |
| 18   | Unidos de Padre Miguel          | Ajuricaba, Um Herói Amazonense                 | *                                       | 70     | -               | -               |
| 19   | Unidos da Ponte                 | O Negro em Três Tempos                         | Mário Barcelos                          | 63     | -               | -               |
| 20   | Unidos da Vila Santa Tereza     | Ídolos do Rádio Brasileiro                     | Adolfo Sodré                            | 58     | -               | -               |

### Grupo 3
O desfile do Grupo 3 foi organizado pela AESCRJ e realizado no domingo, dia 29 de fevereiro de 1976, na Avenida Rio Branco.
| Ordem dos desfiles |
| 1. Unidos de Cosmos 2. Unidos da Zona Sul 3. Império de Campo Grande 4. Acadêmicos da Cidade de Deus 5. Arrastão de Cascadura 6. Inferno Verde 7. Grande Rio 8. Unidos do Uraiti 9. União de Vaz Lobo 10. Unidos de Manguinhos |

Julgadores
A comissão julgadora foi formada por Álvaro Moreira; Eugênia Moreira; Fernando Costa; J. Reis; José Lira; Orestes Barbosa; e Raimundo Magalhães Júnior.

#### Classificação
Arrastão de Cascadura foi a campeã, garantindo sua promoção inédita ao Grupo 2. Unidos de Manguinhos, Grande Rio e Acadêmicos da Cidade de Deus também foram promovidas ao segundo grupo.
| Legenda: Promovidas ao Grupo 2 * Sem informação disponível |

| Col. | Escola                       | Enredo                                        | Carnavalesco(a)                    | Pontos | Desempate       |
| ---- | ---------------------------- | --------------------------------------------- | ---------------------------------- | ------ | --------------- |
| 1    | Arrastão de Cascadura        | Boi Tatá, Um Fantástico Ser das Riquezas      | Luiz Fernandes e Ricardo de Aquino | 98     | -               |
| 2    | Unidos de Manguinhos         | Lenda da Vitória Régia                        | *                                  | 94     | -               |
| 3    | Grande Rio                   | A Princesa Aqualtune do Quilombo dos Palmares | *                                  | 84     | -               |
| 4    | Acadêmicos da Cidade de Deus | Retiro dos Artistas, Apoteose ao Passado      | *                                  | 80     | -               |
| 5    | Império de Campo Grande      | Lundu, Dança Angolana                         | *                                  | 79     | -               |
| 6    | Unidos do Uraiti             | Tradições do Ceará                            | *                                  | 77     | -               |
| 7    | Unidos da Zona Sul           | Os Tesouros das 200 Milhas                    | *                                  | 76     | Bateria (9 pts) |
| 8    | Inferno Verde                | Obras de Aleijadinho                          | *                                  | 76     | Bateria (7 pts) |
| 9    | Unidos de Cosmos             | Candomblé, Culto à Magia Afro-Brasileira      | *                                  | 70     | -               |
| 10   | União de Vaz Lobo            | *                                             | *                                  | 60     | -               |

## Blocos de enredo
Os desfiles dos blocos de enredo foram organizados pela Federação dos Blocos Carnavalescos do Estado do Rio de Janeiro (FBCERJ). A apuração dos resultados foi realizada na sexta-feira, dia 5 de março de 1976, no Teatro João Caetano.

### Grupo 1
O desfile do Grupo 1 foi realizado a partir das 21 horas do sábado, dia 28 de fevereiro de 1976, na Avenida Presidente Vargas.

#### Classificação
Canarinhos das Laranjeiras foi bicampeão do concurso de blocos de enredo.
| Legenda: Desfile dos Campeões Rebaixados para o Grupo 2 |

| Col. | Bloco                               | Enredo                                       | Pontos |
| ---- | ----------------------------------- | -------------------------------------------- | ------ |
| 1    | Canarinhos das Laranjeiras          | Templo de Tradições e Fé                     | 70     |
| 2    | Unidos da Vila Kennedy              | Grande Rio em Quinta Dimensão                | 63     |
| 3    | Vai Se Quiser                       | Baco de Guararapes                           | 61     |
| 4    | Unidos do Cabral                    | Bahia Branca de Menininha                    | 60     |
| 5    | Quem Fala de Nós Não Sabe o Que Diz | Carnaval em Três Dimensões                   | 60     |
| 6    | Unidos da Villa Rica                | O Mistério da Cabeça do Imperador            | 55     |
| 7    | Cacarecos Unidos do Leblon          | As Sete Portas da Bahia                      | 55     |
| 8    | Flor da Mina do Andaraí             | Sonho Dourado                                | 55     |
| 9    | Quem Quiser Pode Vir                | Os Tradicionais Bailes de Carnaval           | 54     |
| 10   | Unidos do Cantagalo                 | Lendas Misteriosas e Fantásticas             | 52     |
| 11   | Cara de Boi                         | Juju e Balangandans                          | 52     |
| 12   | Mocidade de Vicente de Carvalho     | Eldorado - A Cidade Encantada do Achuí       | 51     |
| 13   | Namorar Eu Sei                      | Carnavália as Reinações de Momo              | 51     |
| 14   | Leão de Iguaçu                      | Petrópolis Ontem e Hoje                      | 50     |
| 15   | Bafo de Bode                        | Folgancan (Carnaval, Festas Juninas e Natal) | 48     |
| 16   | Mocidade de São Mateus              | O Reino Encantado de Ossanhe                 | 48     |
| 17   | Bloco do Barriga                    | Francisco, o Rei Miráclio                    | 48     |

### Grupo 2
O desfile do Grupo 2 foi realizado a partir das 21 horas do sábado, dia 28 de fevereiro de 1976, na Avenida Rio Branco.

#### Classificação
Unidos de São Cristóvão venceu a disputa do segundo grupo, sendo promovido ao Grupo 1 junto com Alegria de Copacabana e Baba de Quiabo.
| Legenda: Promovidos ao Grupo 1 Rebaixados para o Grupo 3 |

| Col. | Bloco                            | Enredo | Pontos |
| ---- | -------------------------------- | --- | ------ |
| 1    | Unidos de São Cristóvão          | O Grande Mestre entre Torres, Reis e Rainhas (Homenagem a Henrique Mecking)                                       | 68     |
| 2    | Alegria de Copacabana            | Bela Mercedes Batista - Mais um Carnaval                                                                          | 65     |
| 3    | Baba de Quiabo                   | As Coisas Belas da Primavera e a Reprodução das Espécies                                                          | 62     |
| 4    | Rosa de Ouro                     | Axé dos Orixás | 59     |
| 5    | Mocidade Independente de Inhaúma | A Ordem da Águia - Vida e Glória da Portela                                                                       | 56     |
| 6    | Rouxinol do Grotão da Penha      | Samba Expressão de Cultura (Homenagem à Imperatriz Leopoldinense)                                                 | 56     |
| 7    | Caprichosos de Bento Ribeiro     | Rio Tropicália | 56     |
| 8    | Independente da Barão            | O Mundo Fascinante das Crianças                                                                                   | 54     |
| 9    | Império da Gávea                 | Quatro Monumentais Bailes de Carnaval do Rio (Noite do Hawaí, Noite dos Horrores, Baile de Gala e Noite de Bagdá) | 54     |
| 10   | Boi da Freguesia da Ilha         | Origem e Tradição de um Povo                                                                                      | 53     |
| 11   | Embalo do Morro do Urubu         | Céu de Estrelas                                                                                                   | 53     |
| 12   | Infantes da Piedade              | Brasil - Folclore, Tradições e Crenças                                                                            | 52     |
| 13   | Boêmios do Andaraí               | Vozes D'África | 51     |
| 14   | Cometas do Bispo                 | Brasil Colônia, Império e República                                                                               | 50     |
| 15   | Mocidade Unida do Tinguá         | O Sonho e o Mundo Encantado de um Sambista                                                                        | 48     |
| 16   | Amar É Viver                     | Campos, do Açúcar ao Ouro Negro                                                                                   | 47     |
| 17   | Coroado de Jacarepaguá           | Um Fato Inédito no Mundo do Samba                                                                                 | 46     |
| 18   | União do Parque Felicidade       | Iemanjá e seus encantos                                                                                           | 46     |
| 19   | Acadêmicos de Colégio            | Dan Erô (O Segredo do Ouro)                                                                                       | 45     |
| 20   | Deixa Comigo                     | Os Reis Negros | 43     |

### Grupo 3
O desfile do Grupo 3 foi realizado a partir das 21 horas do sábado, dia 28 de fevereiro de 1976, na Rua Visconde de Abaeté, em Vila Isabel.

#### Classificação
Embalo do Catete venceu a disputa do terceiro grupo, sendo promovido ao Grupo 2 junto com Unidos de São Brás, Imperial de Lucas, Bafo de Leão e Embalo de Paula Ramos.
| Legenda: Promovidos ao Grupo 2 Rebaixados para o Grupo 4 |

| Col. | Bloco                  | Enredo                                                   | Pontos |
| ---- | ---------------------- | -------------------------------------------------------- | ------ |
| 1    | Embalo do Catete       | Exaltação ao Café                                        | 69     |
| 2    | Unidos de São Brás     | O Sonho Dourado do Pierrot                               | 69     |
| 3    | Imperial de Lucas      | Gloriosa Praça Onze do Samba                             | 58     |
| 4    | Bafo de Leão           | A Lenda das Máscaras                                     | 57     |
| 5    | Embalo de Paula Ramos  | Rio das suas Belezas Naturais e suas Festas Tradicionais | 56     |
| 6    | Samba Como Pode        | No Reino de Mãe Menininha                                | 53     |
| 7    | Dragão de Irajá        | O Grande Rei Negro dos Palmares                          | 51     |
| 8    | Gavião de Pilares      | *                                                        | 51     |
| 9    | Mocidade de Camará     | Primavera em Tempo de Carnaval                           | 50     |
| 10   | Mocidade do Lins       | As Riquezas da Velha Província                           | 49     |
| 11   | Batutas do Cordovil    | Pródiga Natureza                                         | 47     |
| 12   | Diplomatas de Anchieta | Pequena Notável                                          | 47     |
| 13   | Os Brasinhas           | Fantástico Sonho no Fundo do Mar                         | 48     |
| 14   | Brinca Quem Pode       | O Casamento do Rei                                       | 41     |
| 15   | Sentinela de Pilares   | O Colorido de Nossas Matas                               | 37     |

### Grupo 4

#### Classificação
Carinhosos de Vigário Geral venceu a disputa do quarto grupo, sendo promovido ao Grupo 3 junto com Mocidade de Guararapes, Força Jovem do Horto, Mocidade Peteca do Paraná e Unidos da Fazenda.
| Legenda: Promovidos ao Grupo 3 Rebaixados para o Grupo 5 |

| Col. | Bloco                        | Enredo               | Pontos |
| ---- | ---------------------------- | -------------------- | ------ |
| 1    | Carinhosos de Vigário Geral  | *                    | 70     |
| 2    | Mocidade de Guararapes       | *                    | 66     |
| 3    | Força Jovem do Horto         | Bahia Beleza e Magia | 65     |
| 4    | Mocidade Peteca do Paraná    | Brasil Turismo       | 62     |
| 5    | Unidos da Fazenda            | *                    | 62     |
| 6    | Coração do Éden              | *                    | 62     |
| 7    | Mocidade do Grajaú           | *                    | 59     |
| 8    | Da Mocidade                  | *                    | 58     |
| 9    | Carinhosos de Maria da Graça | *                    | 54     |
| 10   | Mataram Meu Gato             | *                    | 53     |
| 11   | Mocidade da Camarista Méier  | *                    | 50     |
| 12   | Imperadores do Samba         | *                    | 49     |

### Grupo 5

#### Classificação
Boêmios de Inhaúma venceu a disputa do quinto grupo, sendo promovido ao Grupo 4 junto com Boêmios de Vila Aliança, Caprichosos da Z-1, Gavião de Brás de Pina e Unidos do Gramacho.
| Legenda: Promovidos ao Grupo 4 Rebaixados para o Grupo 6 |

| Col. | Bloco                   | Enredo               | Pontos |
| ---- | ----------------------- | -------------------- | ------ |
| 1    | Boêmios de Inhaúma      | Primavera            | 69     |
| 2    | Boêmios de Vila Aliança | *                    | 68     |
| 3    | Caprichosos da Z-1      | *                    | 66     |
| 4    | Gavião de Brás de Pina  | *                    | 62     |
| 5    | Unidos do Gramacho      | *                    | 61     |
| 6    | Estrela de Jacarepaguá  | *                    | 59     |
| 7    | Solta o Bicho           | *                    | 58     |
| 8    | Império do Gramacho     | *                    | 57     |
| 9    | Vê Se Me Entende        | *                    | 56     |
| 10   | Alegria do Parque       | *                    | 56     |
| 11   | Baixada do Sapo         | Exaltação à Imprensa | 54     |
| 12   | Inocentes de Guarani    | *                    | 42     |

### Grupo 6

#### Classificação
Sai Como Pode venceu a disputa do sexto grupo, sendo promovido ao Grupo 5 junto com Unidos do Bairro Central, Unidos do Jardim, Novo Horizonte e Vem Como Pode.
| Legenda: Promovidos ao Grupo 5 Rebaixados para o Grupo 7 |

| Col. | Bloco                       | Enredo                       | Pontos |
| ---- | --------------------------- | ---------------------------- | ------ |
| 1    | Sai Como Pode               | Zumbi O Deus Negro da Guerra | 61     |
| 2    | Unidos do Bairro Central    | *                            | 60     |
| 3    | Unidos do Jardim            | *                            | 60     |
| 4    | Novo Horizonte              | *                            | 58     |
| 5    | Vem Como Pode               | *                            | 57     |
| 6    | Amizade da Água Branca      | *                            | 56     |
| 7    | Acadêmicos de Bento Ribeiro | *                            | 56     |
| 8    | Hora Certa                  | Velhos Carnavais             | 46     |
| 9    | Liberais do Andaraí         | *                            | 46     |
| 10   | Unidos da Vila Cruzeiro     | *                            | 35     |

### Grupo 7

#### Classificação
Estrela do Bairro Magali venceu a disputa do sétimo grupo, sendo promovido ao Grupo 6 junto com Unidos do Jardim Botânico, Xuxu, Durinhos de Padre Miguel e Xodó das Meninas.
| Legenda: Promovidos ao Grupo 6 Rebaixados para o Grupo 8 |

| Col. | Bloco                     | Pontos |
| ---- | ------------------------- | ------ |
| 1    | Estrela do Bairro Magali  | 61     |
| 2    | Unidos do Jardim Botânico | 56     |
| 3    | Xuxu                      | 56     |
| 4    | Durinhos de Padre Miguel  | 55     |
| 5    | Xodó das Meninas          | 53     |
| 6    | Unidos de Coqueiros       | 49     |
| 7    | Globo de Ouro             | 48     |
| 8    | Teimosos da Vila          | 47     |
| 9    | Suco de Camarão           | 46     |
| 10   | Embalo da Torre           | 41     |

### Grupo 8

#### Classificação
Corações Unidos de Bonsucesso venceu a disputa do oitavo grupo, sendo promovido ao Grupo 7 junto com os demais blocos.
| Legenda: Promovidos ao Grupo 7 |

| Col. | Bloco                         | Pontos |
| ---- | ----------------------------- | ------ |
| 1    | Corações Unidos de Bonsucesso | 59     |
| 2    | Alegria de Padre Miguel       | 54     |
| 3    | Mocidade de Pau Ferro         | 46     |
| 4    | Coroados de Santa Cruz        | 44     |
| 5    | Colúmbia da Penha             | 35     |

## Frevos carnavalescos
O desfile dos clubes de frevo foi realizado a partir das 22 horas e 10 minutos da segunda-feira, dia 1 de março de 1976, na Avenida Presidente Vargas.
Quesitos e julgadores
Os clubes foram julgados em seis quesitos com notas de um a dez.
| Quesito | Quesito               | Julgador           |
| ------- | --------------------- | ------------------ |
|         | Conjunto de Passistas | Antônio Aragão     |
|         | Evoluções             | Edmundo Carijó     |
|         | Melodia               | Airton Barbosa     |
|         | Porta-Estandarte      | Sônia Garcia       |
|         | Fantasias             | Mercedes Baptista  |
|         | Enredo                | Xavier de Oliveira |

### Classificação
Lenhadores foram os campeões.
| Col. | Frevo           | Pontos |
| ---- | --------------- | ------ |
| 1    | Lenhadores      | 67     |
| 2    | Pás Douradas    | 57     |
| 3    | Vassourinhas    | 55     |
| 4    | Misto Toureiros | 49     |

## Ranchos carnavalescos
O desfile dos ranchos foi realizado na Avenida Presidente Vargas entre as 23 horas e 45 minutos da segunda-feira, dia 1 de março de 1976, e as 5 horas da manhã do dia seguinte.

### Classificação
O rancho Recreio da Saúde foi campeão desfilando com o enredo "O Monstro e a Princesa". Índios do Leme recebeu notas mínimas por ter desfilado simbolicamente.
| Legenda: Desfile dos Campeões |

| Col. | Rancho                   | Pontos |
| ---- | ------------------------ | ------ |
| 1    | Recreio da Saúde         | 80     |
| 2    | Parasitas de Ramos       | 72     |
| 3    | Decididos de Quintino    | 69     |
| 4    | Aliados de Quintino      | 65     |
| 5    | Azulões da Torre         | 61     |
| 6    | União dos Caçadores      | 60     |
| 7    | Unidos do Cunha          | 57     |
| 8    | Império de São Cristóvão | 54     |
| 9    | Lira de Vila Isabel      | 52     |
| 10   | Índios do Leme           | 17     |

## Sociedades carnavalescas
O desfile das grandes sociedades foi realizado a partir das 20 horas da terça-feira de carnaval, dia 2 de março de 1976, na Avenida Presidente Vargas.

### Classificação
Tenentes do Diabo foi campeão por dois pontos de diferença para o vice, Pierrôs da Caverna.
| Legenda: Desfile dos Campeões |

| Col. | Sociedade               | Pontos |
| ---- | ----------------------- | ------ |
| 1    | Tenentes do Diabo       | 63     |
| 2    | Pierrôs da Caverna      | 61     |
| 3    | Turunas de Monte Alegre | 59     |
| 4    | Clube dos Cariocas      | 57     |
| 5    | Fenianos                | 54     |
| 6    | Embaixada do Sossego    | 47     |

## Desfile dos Campeões
O Desfile dos Campeões foi realizado a partir das 20 horas do sábado, dia 6 de março de 1976, na Avenida Presidente Vargas. Participaram do desfile as escolas campeã e vice-campeã dos grupos 1, 2 e 3, e os vencedores dos concursos de blocos, ranchos e sociedades. Terceira colocada do Grupo 1, a Mocidade Independente de Padre Miguel foi convidada para desfilar, mas sua diretoria não aceitou o convite alegando ter sido prejudicada pela avaliação dos julgadores. Parte da agremiação concordou em desfilar, mas não conseguiu chegar até o local. A campeã Beija-Flor encerrou seu desfile sendo seguida pelo público.
| Ordem dos desfiles |
| 1. Recreio da Saúde 2. Canarinhos das Laranjeiras 3. Unidos de São Cristóvão 4. Embalo do Catete 5. Tenentes do Diabo 6. Unidos de Manguinhos 7. Arrastão de Cascadura 8. Unidos do Cabuçu 9. Império da Tijuca 10. Estação Primeira de Mangueira 11. Beija-Flor |